# Yukarıeyerci, Yerköy
Yukarıeyerci là một xã thuộc huyện Yerköy, tỉnh Yozgat, Thổ Nhĩ Kỳ. Dân số thời điểm năm 2010 là 56 người.